# مهرداد آسمانی
مهرداد آسمانی (زادهٔ ۲۵ تیر ۱۳۴۶ تهران) خواننده و آهنگساز ایرانی ساکن لس‌آنجلس است.

## زندگی
مهرداد آسمانی، خواننده و آهنگساز ایرانی، در تهران خیابان شهباز به دنیا آمد. دوران کودکی او در خیابان حافظ (سنگلج) گذشت. آسمانی، دوران تحصیل خود را در دبستان فیروزکوهی و مدرسهٔ راهنمایی هدف گذراند و موفق به گرفتن دیپلم، از دبیرستان هدف شماره ۲ شد.

## خروج از ایران
مهرداد همزمان با تحصیل، نزد استادان فن به فراگیری موسیقی پرداخت و پس از اجرای چندین آهنگ برای رادیو و تلویزیون ایران، زمانی‌که عرصه را برای انجام فعالیت‌های هنری آزاد تنگ دید، در سال ۱۹۹۲ به شهر لس‌آنجلس مهاجرت کرد. نخستین آلبومِ موسیقیِ مهرداد آسمانی با عنوان «صدای خورشید» منتشر شد که ترانه‌های «لیسانسه» (شما که سواد داری، لیسانس داری) و «خانومی» از شناخته شده‌ترین ترانه‌های این آلبوم است. این آلبوم به صورت زیر زمینی در ایران ضبط شد و برخی از ترانه‌ها در لس آنجلس تنظیم شد و پخش شد.
یک سال و نیم بعد، آسمانی با انتشار آلبوم «پوست شب» و ترانهٔ معروف «چادر» (چادر ننداز سرت) با کلامی از مسعود امینی و آهنگی از حسن شماعی زاده او را به اوج شهرت رساند. ترانه‌های اجراشده در نخستین آلبوم‌های وی سرودهٔ محمد صالح‌علا و مسعود امینی بود. پس از این دو آلبوم، مهرداد آسمانی پس از اجرای کنسرتی در لس‌آنجلس، شروع به برگزاری کنسرت در شهرهای مختلفِ آمریکا و اروپا کرد. این تور موسیقایی در سال ۱۹۹۹ میلادی آغاز شد.
مهرداد در سال۲۰۰۰ با دختری به نام غزاله ازدواج کرد و حاصل این ازدواج دو پسر به نام‌های مهرزاد و ماهان است، این زوج در سال۲۰۱۰ از یکدیگر جدا شدند. در سال ۲۰۱۹ مهرداد آسمانی با شیوا رحیمی ازدواج کرده است وحاصل این ازدواج فرزند پسری به نام میلان است.

## فعالیت هنری

### آهنگسازی برای خواننده‌های دیگر
مهرداد علاوه بر آهنگسازی برای خود با دیگر خوانندگان ایرانی نیز همکاری داشته است.
مهرداد با خوانندگان به نام موسیقی ایرانی از جمله گوگوش، شهره، نوش آفرین، ستار، مهستی، شهرام شب‌پره، لیلا فروهر، شهرام صولتی، توکا، بهزاد، فرخ ترک زاده، ناهید، شیلا، سوزان روشن، منصور، فتانه، سامان و آرمان همکاری داشته است.
مهرداد با ترانه‌سراهای به نامی نظیر ایرج جنتی عطایی، مسعود امینی، محمد صالح اعلا، شهیار قنبری، همایون هوشیار نژاد، مسعود فردمنش، زویا زاکاریان، ژاکلین … و آهنگ سازانی چون جهانبخش پازوکی، سیاوش قمیشی، حسن شماعی‌زاده، منوچهر چشم‌آذر، بابک بیات و … همکاری داشته است.
همکاری با گوگوش
اولین همکاری ترانهٔ کیو کیو بنگ بنگ با شعری از زویا زاکاریان و تنظیم منوچهر چشم آذر بود این ترانه حدود ۱۳ دقیقه است
این همکاری در آلبوم آخرین خبر در سال ۱۳۸۳ ادامه یافت. مهرداد آسمانی آهنگساز تمام ترانه‌های این آلبوم (به جز پیر مشرق) بود. ترانه‌های این آلبوم سروده شهیار قنبری و زویا زاکاریان بود با تنظیم‌هایی از مهرداد آسمانی، اندی جی و منوچهر چشم آذر که در این آلبوم مهرداد و گوگوش ترانه آخرین خبر را به صورت دو صدایی اجرا کردند.
در ادامه فعالیت این دو نفر گوگوش به عنوان خواننده مهمان در آلبوم عکس فوری مهرداد حضور یافت و سه ترانه را با مهرداد به صورت و دو صدایی اجرا کرد.
سپس مهرداد در آلبوم بعدی گوگوش به نام مانیفست مهرداد به عنوان آهنگساز و تنظیم‌کننده با ترانه‌های از شهیار قنبری حضور یافت؛ و ترانه شناسنامه را به صورت دو صدایی با گوگوش اجرا کرد؛ و در سال ۲۰۰۸ پس از سه سال سکوت این دو نفر آلبوم شب سپید را به صورت مشترک منتشر کردند که مورد توجه بسیار قرار گرفت.
همکاری با شهره صولتی
بیشتر ملودی‌های مهرداد (بعد از گوگوش) را شهره صولتی اجراکرده است این همکاری ۱۴ ترانه است که هنور ۴ ترانه آن منتشر نشده است. از موفق‌ترین ترانه‌های این همکاری می‌توان به ترانه «پیغام» با کلام مسعود فردمنش و تنظیم منوچهر چشم آذر، ترانه «نامه» با ترانه مسعود فردمنش و تنظیم امیر بدخش، آهنگ «نسوزی»، «هرکی عاشقه» و … اشاره کرد. بخشی از ترانه «نامه» که در آلبوم عطر قرار دارد به صورت دو صدایی با مهرداد اجرا شده است. همکاری مهرداد با شهره فقط به آهنگسازی و خوانندگی محدود نشد و این دو با یک دیگر برای اجرای تورهای اروپا و آمریکا به سرتاسر دنیا رفتند.
همکاری با ستار و مهستی
این همکاری در قالب یک آلبوم به نام گل گندم به صورت مشترک با حضور ستار و مهستی منتشر شد به صورتی که تمام آهنگ‌های این آلبوم ساخته مهرداد و شعرها سروده علیرضا میبدی، همایون هوشیار نژاد و مسعود امینی بود با تنظیم‌هایی از منوچهر چشم آذر، شوبرت آواکیان و سعید قربانی که در سال ۱۳۷۹ منتشر شد و در آن مهستی و ستار ترانه‌ای دو صدایی به نام بوی نون بوی خاک بوی گندم را اجرا کردند.

### خوانندگی

#### آلبوم آنتیک
در سال ۱۹۹۶ میلادی، آسمانی آلبوم «آنتیک» را روانهٔ بازار موسیقی کرد. ترانهٔ «آنتیک» (هر جای تهرون یه چیزایی داره) با کلام مسعود امینی از معروفترین ترانه‌های این آلبوم است که در آن به پیشینه و هویت تاریخی تهران می‌پردازد.

#### خاتون و سه آلبوم دیگر
در سال ۱۹۹۷ میلادی نیز مهرداد آسمانی آلبوم «خاتون»، در سال ۱۹۹۹ میلادی، آلبوم «عروسک» و در سال ۲۰۰۰ میلادی آلبوم «برگ گل» را منتشر کرد کرد. هم‌چنین، وی در سال ۲۰۰۲ میلادی آلبوم «غزال» و آهنگ «ماه من» سرودهٔ ژاکلین را به بازار موسیقی عرضه کرد.

#### آلبوم جادوی عشق
سپس، در سال ۲۰۰۳ میلادی، آلبوم «جادوی عشق» با ترانه‌هایی از زویا زاکاریان منتشر شد بیشتر تنظیم‌های این آلبوم کار منوچهر چشم آذر بود و مهرداد با انتشار این آلبوم سبک تازه‌ای را در کارنامهٔ هنری خود ثبت کرد. ترانهٔ عاشقانهٔ «شطرنج» و «فاصله» از شناخته شده‌ترین آهنگ‌های این آلبوم است.

#### آلبوم عکس فوری و همکاری با گوگوش
در ادامه، مهرداد آسمانی فصل تازهٔ فعالیت‌های هنری‌اش را با همراهی شهیار قنبری آغاز کرد. انتشار آلبوم «عکس فوری» نتیجهٔ هم‌کاری مهرداد و شهیار بود. در این آلبوم، گوگوش خوانندهٔ مهمان در سه آهنگ «نسل ما»، «حریق شهر قصه» و «سروته نوار» است. البته، سابقهٔ هم‌کاری مهرداد با گوگوش به سال‌های قبل بازمی‌گشت. وقتی‌که مهرداد آسمانی آهنگ‌سازی دو آلبوم «کیوکیو بنگ‌بنگ» و «آخرین خبر» را برای گوگوش انجام داد. از میانِ آهنگ‌های آلبوم «عکس فوری»، ترانهٔ اجتماعی «دیوار یار» (مردا این‌ور، زنا اون‌ور) با استقبال زیادی روبه‌رو شد. هم‌چنین، کنسرت‌های مهرداد باگوگوش نیز موردتوجهّ مردم قرار گرفته بود.

#### آلبوم شب سپید مشترک با گوگوش
مهرداد آسمانی همکاری‌اش با گوگوش را ادامه داد و پس از آن‌که به‌عنوان آهنگ‌ساز و تنظیم‌کننده در آلبوم «مانیفست» حضور پیدا کرد، آلبوم «شب سپید» را که در سال ۱۳۸۷ منتشر شد را به‌طور مشترک با وی منتشر کرد. مهرداد در این آلبوم چهار ترانهٔ «جنگل شش‌وهشت»، «هفتهٔ سپیدوسیاه»، «بوسه‌های پیاده‌رو» و «کوچهٔ لخت» سرودهٔ شهیار قنبری را اجرا کرد تمام ترانه‌های این آلبوم سروده شهیار قنبری است و مهرداد آسمانی وظیفه آهنگسازی را بر عهده داشت و اندی جی تنظیم آهنگ‌ها را انجام می‌داد. این همکاری در سال ۲۰۰۸ و پس از کنسرت نوکیا تیاتر به دلایلی شخصی پایان یافت.

#### ادامه فعالیت هنری بعد از قطع همکاری با گوگوش
نوروز سال ۱۳۸۸ مهرداد دو تک‌آهنگ را منتشر کرد. یکی از آن‌ها مدلی «عشق من گریه نکن» بود، ترکیبی از دو آهنگ «عشق من» و «گریه نکن» بود که زنده‌یاد فرزین آن‌ها را با ترانه و آهنگی از جهانبخش پازوکی اجرا کرده بود. مهرداد این آهنگ را به یاد فرزین خواند و آن را به جهانبخش پازوکی تقدیم کرد. آهنگ دیگر مناجاتی بود به نام «عاشقانه‌ترین لحظه‌ها». متن این مناجات را نیز جهانبخش پازوکی نوشته بود.
او تاکنون ۱۲ آلبوم موسیقی مستقل و یک آلبوم موسیقی مشترک منتشر کرده است.

#### آلبوم طعم رؤیا
پس از دو سال سکوت، در زمستان ۱۳۸۹ مهردادآلبوم «طعم رؤیا» که حاصل همکاری او با ایرج جنتی عطایی به عنوان ترانه‌سرا و علی الهی به عنوان تنظیم‌کننده قطعات بود را منتشر کرد. هر چند ترانهٔ پر سر و صدای «ترانه‌هامو پس بده» را هر کسی به نوعی برداشت کرد، اما مهرداد و ایرج جنتی عطایی بر این باوراند که این ترانه صدای یک درد ۵۰ ساله است که در موسیقی ایران ریشه دوانده و تنها حرف خواننده و ترانه‌سرای آن نیست. همهٔ مؤلفین و صاحبان ترانه زخم‌خوردهٔ این بی‌مهری‌اند.

#### شبیه هیچ‌کس
وی پس از وقفه‌ای مجدد در مهرماه ۱۳۹۱ موزیک ویدیو «تمام ما» را منتشر کرد. در بیست و هشتم دی ماه ۱۳۹۱ مهرداد موزیک ویدئوی جدیدی به نام «ضد نور» را منتشر کرد؛ و سپس در سال ۱۳۹۲ آلبوم شبیه هیچ‌کس منشتر شد که در واقع ادامه همکاری مهرداد آسمانی با ایرج جنتی عطایی بود در این آلبوم ایرج جنتی عطایی به عنوان ترانه‌سرا، مهرداد آسمانی به عنوان آهنگساز و خواننده و منوچهر چشم آذر به عنوان تنظیم‌کننده ظاهر شدند.

#### نبض گل
مهرداد پس از یک سال سکوت پس از انتشار آلبوم شبیه هیچ‌کس ترانه ای را به نام نبض گل با ترانه ای شهیار قنبری آهنگ خودش و تنظیم آرگامو تورس منتشر کرد پس از چند ماه آلبوم نبض گل در آذر ماه ۱۳۹۴ منشتر شد در این آلبوم مثل سابق تمام ترانه‌ها ساخته خود مهرداد بود بیشتر ترانه‌های این آلبوم نوشتهٔ یک سرباز ایرانی به نام سینا است تنظیم‌های این آلبوم کار حمید شمس، مهدی ابراهیمی، آرگامو تورس و نیما نور محمدی است.

#### در جستجوی صدا
و در این میان  مهرداد فعالیت در عرصه هنر را با برنامه در « جستجوی صدا » با همکاری  علی مرشدی  ادامه داد که در آن علاقه مندان خوانندگی این فرصت  را داشتند تا هنر خود را به نمایش بگذارند ، فینال این برنامه در نوروز 1404 از شبکه فوریو پخش گردید .

## ترانه شناسی

طعم رؤیا

- رنگ عشق ۲۰۱۸
- یار شیرین ۲۰۱۷
- نبض گل ۲۰۱۵
- شبیه هیچ‌کس ۲۰۱۳
- طعم رؤیا ۲۰۱۰
- شب سپید (به همراه گوگوش) ۲۰۰۸
- عکس فوری ۲۰۰۴
- جادوی عشق ۲۰۰۳
- غزال ۲۰۰۲
- برگ گل ۲۰۰۰
- عروسک ۱۹۹۹
- خاتون ۱۹۹۷
- آنتیک ۱۹۹۶
- پوست شب ۱۹۹۵
- صدای خورشید ۱۹۹۴